# Coppa di Libano 2018-2019
La Coppa di Libano 2018-2019 è stata la 47ª edizione della Coppa di Libano. 
Ahed sono i campioni in carica e vinsero la coppa per il secondo anno consecutivo. 
Alla competizione presero parte 28 squadre: le 12 di Prima Divisione, le 12 di Seconda Divisione e le migliori 4 classificate di Terza Divisione.
La competizione iniziò il 12 ottobre 2018 al primo turno e terminò il 25 maggio 2019 in finale.

## Regolamento
La competizione è divisa in due fasi: la prima contiene 16 squadre; quelle di 12 di Seconda Divisione e le 4 di Terza Divisione, la seconda è composta dalle 12 squadre di Prima Divisione. La competizione si svolge in sei turni ad eliminazione diretta. I vincitori del secondo turno si qualificano alla seconda fase, dove ci sono le squadre di Prima Divisione.

## Partite

### Turni preliminari

#### Primo turno
| Squadra 1       | Risultato       | Squadra 2         |
| --------------- | --------------- | ----------------- |
| 12 ottobre 2018 |                 |                   |
| Taqadom Anqoun  | 1 - 0           | Islah Borj Shmali |
| Shabab Bourj    | 2 - 0           | Sagesse           |
| BFA Sporting    | 1 - 2           | Ahli Sidone       |
| Mabarra         | 0 - 2           | Homenetmen        |
| Bourj           | 1 - 1 (3-4 dtr) | Nasser Bar Elias  |
| Noujoum Beirut  | 1 - 4           | Ansar Mawadda     |
| Ahly Nabatiye   | 4 - 1           | Nahda Bar Elias   |
| Irshad Chhim    | 2 - 1           | Ijtimaii          |

#### Secondo turno
| Squadra 1        | Risultato       | Squadra 2        |
| ---------------- | --------------- | ---------------- |
| 17 novembre 2018 |                 |                  |
| Taqadom Anqoun   | 2 - 1           | Irshad Chhim     |
| 18 novembre 2018 |                 |                  |
| Ahli Sidone      | 0 - 1           | Ansar Mawadda    |
| Shabab Bourj     | 2 - 2 (5-6 dtr) | Homenetmen       |
| Ahly Nabatiye    | 2 - 0           | Nasser Bar Elias |

### Fase finale

#### Ottavi di finale
| Squadra 1       | Risultato       | Squadra 2       |
| --------------- | --------------- | --------------- |
| 29 gennaio 2019 |                 |                 |
| Ahly Nabatiye   | 0 - 1           | Akhaa Ahli Aley |
| Racing Beirut   | 0 - 0 (4-1 dtr) | Shabab Baalbek  |
| Salam Zgharta   | 3 - 2           | Chabab Ghazieh  |
| Taqadom Anqoun  | 0 - 6           | Nejmeh          |
| 30 gennaio 2019 |                 |                 |
| Ansar Mawadda   | 1 - 4           | Ansar           |
| Homenetmen      | 1 - 3           | Safa            |
| Tadamon Tiro    | 0 - 1           | Tripoli         |
| Shabab Sahel    | 0 - 1           | Al-Ahed         |

#### Quarti di finale
| Squadra 1      | Risultato | Squadra 2       |
| -------------- | --------- | --------------- |
| 27 aprile 2019 |           |                 |
| Racing Beirut  | 1 - 0     | Salam Zgharta   |
| 28 aprile 2019 |           |                 |
| Safa           | 0 - 1     | Akhaa Ahli Aley |
| 5 maggio 2019  |           |                 |
| Tripoli        | 0 - 1     | Al-Ahed         |
| 10 maggio 2019 |           |                 |
| Ansar          | 2 - 1     | Nejmeh          |

#### Semifinali
| Squadra 1      | Risultato   | Squadra 2       |
| -------------- | ----------- | --------------- |
| 18 maggio 2019 |             |                 |
| Ansar          | 2 - 1 (dts) | Akhaa Ahli Aley |
| 19 maggio 2019 |             |                 |
| Racing Beirut  | 1 - 4       | Al-Ahed         |

### Finale
| Arbitro: | Loukas Sotiriou |

|  |           |           |
|  | Marcatori | Zreik 75’ |